# Tallans
Tallans – miejscowość i gmina we Francji, w regionie Burgundia-Franche-Comté, w departamencie Doubs.
Według danych na rok 1990 gminę zamieszkiwało 25 osób, a gęstość zaludnienia wynosiła 6 osób/km² (wśród 1786 gmin Franche-Comté Tallans plasuje się na 717. miejscu pod względem liczby ludności, natomiast pod względem powierzchni na miejscu 870.).